# Рудолф Глабер
Рудолф Глабер (фр. Raoul Glaber; „Ћосави“ ; око 985 – након 1045) је био француски средњовековни историчар.

## Биографија
Као дванаестогодишњег дечака, ујак га је увео у манастир св. Леодегарија, али га је убрзо морао напустити због лошег владања. Касније је био монах у Дижону и Клинију. Живот је завршио у манастиру Светог Германа у Осеру. Око 1026. године у Клинију, Глабер је започео са писањем своје „Историје“ у пет књига. Био је то општирни, али некритички и неповезани приказ најбитнијих догађаја у Европи од 900. до 1045. године. Због недостатка бољих извора, Рудолфова „Историја“ често се користи. Описао је догађаје везане за велику глад која је погодила Европу. Нарочито је добро описао глад у Бургундији (1032-1034) када је дошло и до појаве канибализма. Рудолф је овакве догађаје објашњавао Божијим гневом. 